# 赵静怡
赵静怡（1987年10月12日—），汉族，中國大陆歌手，畢業於上海音乐学院。2005年获得超级女声长沙赛区冠军、全国第9名，赛后由于学业问题淡入大众视线，但经常在各大综艺节目出现，人气不减当年。现为广州军区政治部战士文工团一名独唱军旅歌手。

## 主要经历
- 1987年，出生于湖南省长沙市；
- 1998-2003年，在湖南省各大频道频频亮相，成为家喻户晓的童星；
- 2004年，获得华娱卫视《星华娱制造》全国年度总冠军；
- 2005年，获得湖南卫视《美丽中学生》周冠军，随后参加《2005年超级女声》比赛获得长沙冠军、全国第九名[1]，从此在全国家喻户晓，在最后的超级女声终极人气PK赛中进入“年度人气10强”获得发行单曲的机会，当年发行的单曲《我的左手旁边是你的右手》成为中学生励志单曲，收录于《超级女声 终极PK》合辑里，该单曲为当年10个人气超女中唯一一首拍摄MV的单曲[2]；随后参加“超级女声”全国巡回演唱会[3]。
- 2006年，为湖南经视《星姐选拔》演唱主题曲，代言各种广告产品；同年考入上海音乐学院音乐剧表演本科专业[4][5]；
- 2007年，专心学业，淡出演艺圈；
- 2008年，担任李宗盛音乐剧《爱情有什么道理》女主角；
- 2009年，与天娱传媒解约，参加央视《青歌赛》获得湖南赛区流行唱法组金奖[6]，全国优秀奖，随后加入湖南省歌舞团成为一名独唱演员；
- 2010年，在电视剧《一英里》中崭露头角；
- 2011年，在电影《大话股神》中担任主要角色；
- 2012年，担任话剧《小丈夫日记》中扮演女一号；
- 2013年，再次参加青歌赛，并获得媒体强力推荐和关注[7]，后在全国各大卫视的综艺节目中频频亮相，人气不减当年。

## 音乐作品

### 个人单曲
| 發行日期   | 歌曲名稱                   | 所屬專輯、备注                            |
| ---------- | -------------------------- | ----------------------------------------- |
| 2005-02-01 | 《我的左手旁边是你的右手》 | 收录于2005超级女声合辑《超级女声 终极PK》 |
| 2006-03-12 | 《真我新声代》             | 蒙牛酸酸乳代言歌曲，和李宇春合唱          |
| 2006-05-10 | 《美丽星故事》             | 湖南经视选美节目《星姐选拔》主题曲        |

## 影视作品

### 话剧
《小丈夫日记》

### 电视剧
《一英里》

### 电影
《大户股神》